# Khyber Pakhtunkhwa
Khyber Pakhtunkhwa (tiếng Urdu: خیبر پختونخوا [ˈxɛːbər pəxˈt̪uːŋkʰwaː], tiếng Pashtun: خیبر پښتونخوا [xaibər paʂtuŋxwa], địa phương [paxtuŋxwa]), trước năm 2010 được gọi là Tỉnh Biên giới Tây Bắc và một số tên gọi khác, là một trong 4 tỉnh của Pakistan. Khyber Pakhtunkhwa nằm ở tây bắc đất nước và giáp với các tỉnh Badakhshan, Nuristan, Konar, Nangarhar, Lowgar, Paktia, Khost và Paktika của Afghanistan ở phía tây bắc, Gilgit-Baltistan ở phía đông bắc, Kashmir do Pakistan kiểm soát ở phía đông, tỉnh Punjab là Lãnh thổ Thủ đô Islamabad ở phía đông nam. Các khu vực Hành chính Bộ lạc Liên bang (FATA) đã được sáp nhập vào tỉnh này kể từ ngày 31 tháng 5 năm 2018.
Nhóm dân tộc chính trong tỉnh là Người Pashtun; các nhóm dân tộc đáng kể khác là người Hazara và người Chitral. Ngôn ngữ chính trong tính là Tiếng Pashtun, thường được người dân trong tỉnh gọi là Pukhto. Tỉnh lỵ là thành phố Peshawar, thường được người địa phương gọi là Pekhawar.

## Địa lý
Pakhtunkhwa Khyber nằm chủ yếu trên các cao nguyên Iran và bao gồm những điểm nối, nơi những sườn núi của dãy Hindu-Kush trên mảng Á-Âu nhường chỗ cho mảng tiểu lục địa Ấn Độ. Tình trạng này đã dẫn đến các hoạt động địa chấn trong quá khứ. Đèo Khyber nổi tiếng kết nối với các tỉnh của Afghanistan, trong khi cầu Kohalla tại Abbottabad là một điểm chính đẻ qua sông Jhelum ở phía đông. Tỉnh này có diện tích 28.773 mi² (74.521 km²).
Khu vực này thay đổi về địa hình từ các khu vực đá cằn cỗi ở phía nam tới các khu rừng và vùng đồng bằng phủ xanh ở phía bắc. Khí hậu có thể cực kỳ nòng vào mùa hè hay lạnh vào mùa đông. Mặc dù thời tiết không thuận lợi, nông nghiệp vẫn khá quan trọng và có thể phát triển trong khu vực. Địa hình đồi núi ở Thung lũng Kalam, Thượng Dir, Thung lũng Naran và Kaghan nổi tiếng với vẻ đẹp của nó và thu hút nhiều khách du lịch lớn từ các vùng lân cận và từ khắp nơi trên thế giới. Thung lũng Swat đưc gọi là 'một phần của Thụy Sĩ" vì có nhiều cảnh quan tương đồng giữa nơi đây và địa hình đồi núi của Thụy Sĩ.
Về mặt địa lý, tỉnh có thể được chia thành hai khu: miền Bắc kéo dài từ các dãy núi của Hindu Kush đến biên giới lòng chảo Peshawar, và miền nam kéo dài từ Peshawar đến lòng chảo Derajat. Khu vực phía bắc lạnh và có tuyết rơi trong mùa đông với lượng mưa lớn và mùa hè dễ chịu với ngoại lệ là lòng chảo Peshawar, nơi có một mùa hè nóng và có lượng mưa trung bình. Khu vực phía nam khá khô cằn với mùa hè nóng và mùa đông khá lạnh và lượng mưa ít. Các con sông lớn đan xen khắp phần Thượng của tỉnh, như sông Kabul, sông Swat, sông Chitral, sông Kunar, sông Siran, sông Panjgora, sông Bara, sông Kurram, sông Dor, sông Haroo, sông Gomal và sông Zhob.

## Nhân khẩu
Dân số Khyber Pakhtunkhwa ước tính là 21 triệu người và không bao gồm khoảng 1,5 triệu người tị nạn Afghan và con cháu của họ. Dân tộc lớn nhất là Người Pashtun với tỷ lệ lên tới khoảng 2/3 dân số.
Pashtun là ngôn ngữ được sử dụng phổ biến nhất trong khi Tiếng Hindko là ngôn ngữ thông dụng thứ hai. Tiếng Pashtun là ngôn ngữ chủ yếu tại các vùng phía tây và phía nam của tỉnh và là ngôn ngữ chính tại hầu hết các thành phố bao gồm tỉnh lỵ Peshawar. Tiếng Hindko chủ yếu được sử dụng tại phần phía đông của tỉnh, đặc biệt là tại các thành phố Abbottabad, Mansehra, và Haripur, và cũng là ngôn ngữ thiểu số tại Peshawar. Ngôn ngữ này được nói bởi người Hindko. Chính quyền tỉnh đang có kế hoạch đưa tiếng Hinko vào giáo dục trung học tại các quận Peshawar, Nowshera, Kohat, Haripur, Abbottabad và Mansehra.

## Hành chính

Bản đồ các huyện của Pakhtunkhwa và Các khu vực Hành chính Bộ lạc Liên Bang

Hội đồng tỉnh Khyber Pakhtunkhwa chỉ có một viện và gồm có 124 ghế, trong đo 3 ghế dành ho những người không theo Hồi giáo và 22 ghế cho phụ nữ. Tổng thống Pakistan bổ nhiệm tỉnh trưởng đứng đầu Khyber Pakhtunkhwa.
Khyber Pakhtunkhwa được chia thành 25 huyện, trong đó 5 Khu vực Hành chính Bộ lạc Cấp tỉnh (PATA).
| - Abbottabad - Bannu - Batagram - Buner - Charsadda | - Chitral - Dera Ismail Khan - Dir Upper - Dir Lower - Hangu | - Haripur - Kala Dhaka - Karak - Kohat - Kohistan | - Lakki Marwat - Malakand - Mansehra - Mardan - Nowshera | - Peshawar - Swabi - Swat - Shangla - Tank |

## Thành phố quan trọng
| - Abbottabad - Bannu - Balakot - Batagram - Daggar | - Charsadda - Chitral - Dera Ismail Khan - Dir | - Hangu - Haripur - Havelian - Kohat | - Kulachi - Lakki Marwat - Latamber - Malakand | - Mansehra - Mardan - Nowshera - Martung | - Alpuri - Peshawar | - Swabi - Mingora - Tank |

## Kinh tế
Khyber Pakhtunkhwa đóng góp khoảng 10,5% cho tổng GDP của toàn Pakistan, trong khi đó tỉnh chiếm 11,9% dân số toàn quốc, đây là tỉnh nghèo thứ hai tại Pakistan sau Balochistan. Phần lớn kinh tế Khyber Pakhtunkhwa phụ thuộc vào lâm nghiệp, lĩnh vực này đã tăng từ 34,9% tới 81% của toàn quốc. Hiện nay, Khyber Pakhtunkhwa chiếm 10% GDP của Pakistan và chiếm 20% sản lượng khai mỏ của đất nước từ năm 1972, tổng GDP của tỉnh đã tăng hơn 3,6 lần.
Nông nghiệp vẫn là lĩnh vực quan trọng và các cây công nghiệp chính bao gồm lúa mì, ngô, thuốc lá (ở Swabi), gạo, củ cải đường, cũng như nhiều loại trái cây. Một số ngành sản xuất và đầu tư công nghệ cao ở Peshawar đã giúp cải thiện triển vọng việc làm cho người dân địa phương lên rất nhiều, trong khi ngành thương mại trên địa bàn tỉnh bao phủ mọi lĩnh vực. Các chợ trên địa bàn tỉnh trở nên nổi tiếng trên khắp Pakistan. Tỷ lệ thất nghiệp đã giảm xuống do thành lập các khu công nghiệp. Tuy nhiên sau những tàn phá trong cả thập kỷ vì cuộc chiến của Liên Xô tại Afghanistan, ngày nay Khyber Pakhtunkhwa lại phải đối mặt với nạn khủng bố của Taliban và các tổ chức khác.

## Giáo dục
| Năm  | Tỷ lệ biết chữ |
| ---- | -------------- |
| 1972 | 15,5%          |
| 1981 | 16,7%          |
| 1998 | 35,41%         |
| 2008 | 49,9%          |

Nguồn:

### Các cơ sở giáo dục
- Abbottabad Public School, Abbottabad
- Abdul Wali Khan University,[cần dẫn nguồn] Mardan
- Army Burn Hall College, Abbottabad
- Ayub Medical College, Abbottabad
- Ayub Dental College, Abbottabad
- Bacha Khan Medical College,[cần dẫn nguồn] Mardan
- Pakistan International Public School and College, Abbottabad[16]
- Women Medical College,[cần dẫn nguồn] Abbottabad
- Bannu Medical College,[cần dẫn nguồn] Bannu
- Cadet College Razmak, Razmak
- Cadet College Kohat, Kohat
- Cadet College Batrasi, Mansehra
- COMSATS Institute of Information Technology, Abbottabad Campus
- Gandhara University, Peshawar
- Ghulam Ishaq Khan Institute of Engineering Sciences and Technology, Topi, Swabi
- Gomal Medical College, D. I. Khan
- Gomal University, Dera Ismail Khan
- Hazara University, Mansehra
- Islamia College, Peshawar
- Khyber College of Dentistry, Peshawar
- Khyber Medical College, Peshawar
- Khyber Medical University, Peshawar
- Khyber Girls Medical College, Peshawar
- Kabir Medical College, Peshawar
- Kohat University of Science & Technology, Kohat
- KUST Institute of Medical Sciences, Kohat
- Military College of Engineering, Risalpur
- National Institute of Transportation, Risalpur
- National University of Computer and Emerging Sciences, Peshawar Campus
- NWFP University of Agriculture, Peshawar
- Pakistan Air Force Academy, Risalpur
- Pakistan Military Academy, Abbottabad
- Saidu Medical College, Swat
- Shaheed Benazir Bhutto University, Sheringal
- University of Engineering and Technology, Peshawar
- University of Malakand, Chakdara
- University of Peshawar, Peshawar
- University of Science & Technology Bannu, Bannu